# Jozef Moravčík

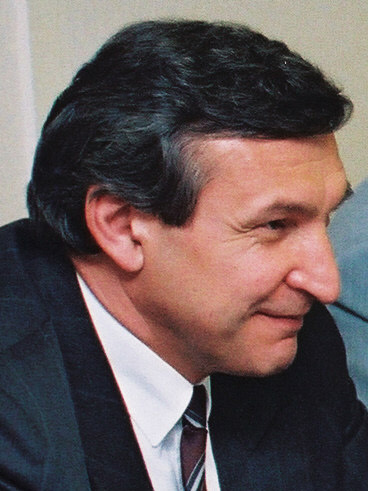
Jozef Moravčík

Jozef Moravčík (* 19. März 1945 in Očová) ist ein ehemaliger slowakischer Politiker. Er war übergangsweise Ministerpräsident der Slowakei (16. März 1994–13. Dezember 1994) und einige Jahre Bürgermeister von Bratislava (1998–2002).

## Leben
Moravčík studierte Rechtswissenschaft auf der Karls-Universität in Prag und der Comenius-Universität Bratislava. Danach begann er auf der Comenius-Universität zu unterrichten.
Nach dem Ende des Realsozialismus in der Tschechoslowakei kandidierte er 1990 bei den Wahlen zum Slowakischen Nationalrat für die Partei Verejnosť proti násiliu (Öffentlichkeit gegen Gewalt, VPN). 1991 wechselte er in die von Vladimír Mečiar neu gegründete Bewegung für eine demokratische Slowakei (HZDS). Vom 2. Juli 1992 bis zum 31. Dezember desselben Jahres war er der letzte Außenminister der Tschechoslowakei in der Regierung Jan Stráský. Nachdem Mečiar sich mit dem ersten Außenminister der unabhängigen Slowakei Milan Kňažko wegen der Außenpolitik zerstritt, entließ Mečiar Kňažko. Daraufhin diente vom 19. April 1993 bis zum 14. April 1994 Moravčík als Außenminister der Slowakei. Kňažko trat daraufhin aus der HZDS aus und etablierte die Allianz der Demokraten im Nationalrat der Slowakischen Republik.
Nachdem im Oktober 1993 die rechte SNS der Koalition mit der HZDS eintrat, erhielt der SNS-Ehrenvorsitzende Jozef Prokeš das Ministeramt des stellvertretenden Premierministers für die europäische Integration, was Moravčíks Kompetenzen als Außenminister einschränkte. Moravčík trat mit einigen seiner Kollegen aus der HZDS aus und etablierte die Gruppe Alternative des Politischen Realismus. Im Frühjahr 1994 fusionierten die Alternative des Politischen Realismus und die Allianz der Demokraten zur Demokratická únia Slovenska.
Nachdem der Regierung unter Mečiar das Misstrauen ausgesprochen worden war, wurde Moravčík vom Präsidenten Michal Kováč zum Vorsitzenden einer Übergangsregierung ohne die HZDS ernannt.
Außen-, innen- und wirtschaftspolitisch orientierte Moravčík sein Land kurzerhand um. Er erklärte, die Prioritäten seiner Regierung seien es, die wirtschaftliche Transformation zu beschleunigen, die Privatisierungen zu "entpolitisieren" und das Land attraktiver für ausländische Investoren zu machen.
Seine Regierung nahm einen Kredit des Internationalen Währungsfonds in der Höhe von 263 Millionen US-Dollar an und beschleunigte die Privatisierungen im Land. Die Regierung begann die ersten Coupon-Privatisierungen seit der Unabhängigkeit. Außenpolitisch lehnte der neue Ministerpräsident sein Land enger an die Ukraine unter Leonid Krawtschuk an, der jedoch wenige Monate nach Moravčíks Amtseinführung abgewählt wurde. In der Innenpolitik führte die Regierung Moravčík Sonderrechte für die ungarische Minderheit im Land ein. Die sozialdemokratische Partei der demokratischen Linken, die konservative Kresťanskodemokratické hnutie und die Nationaldemokratische Partei waren Teil der Koalition und die Parteien der ungarischen Minderheit des Bündnisses Spolužitie – MKDH unter Béla Bugár tolerierten die Moravčík-Regierung.
Bei den Neuwahlen 1994, die Mečiar erneut gewann, zog Moravčík als Vorsitzender der DÚS in den Nationalrat ein. 1995 ging aus der DÚS die Demokratische Union (Demokratická únia, DÚ) hervor. Moravčík war von 1995 bis 1999 Vorsitzender der DÚ.
Im Jahr 2000 ging die DÚ in der SDKÚ-DS auf. Moravčík wurde nicht mehr Mitglied der SDKÚ–DS.